# Gwyn
Gwyn  è un nome proprio di persona gallese maschile.

## Varianti
- Maschili: Gwynn[1][2], Wyn[1], Wynn[1], Wynne[1]
- Femminili: Gwen[1], Wynne[3]

## Origine e diffusione
È basato sul termine gallese gwyn, che può significare "bianco", "chiaro", "bello" o "benedetto"; da questo vocabolo derivano anche i nomi Gwyneth, Carwyn e Arianwen, e inoltre è imparentato con l'irlandese fionn, anch'esso alla base di diverse nomi (si veda Fionn). Ha quindi lo stesso significato dei nomi Bianca, Candido, Fiona, Leucio, Labano e Leocadia.
Questo nome viene portato, nella mitologia gallese, da Gwyn ap Nudd è un personaggio della mitologia gallese, re dell'Annwn (l'Oltretomba) e capo della caccia selvaggia. Il nome era assai comune durante il Medioevo, e ha dato origine a vari cognomi, quali Gwinn, Gwyn, Gwynn, Gwynne e Wynn.

## Onomastico
L'onomastico si può festeggiare il 26 ottobre in memoria di san Gwynno, venerato presso Llanwynno, in Galles (probabilmente una versione cristianizzata del dio gallese).

## Persone
- Gwyn Griffin, romanziere inglese
- Gwyn Jones, storico gallese
- Gwyn Manning, calciatore gallese

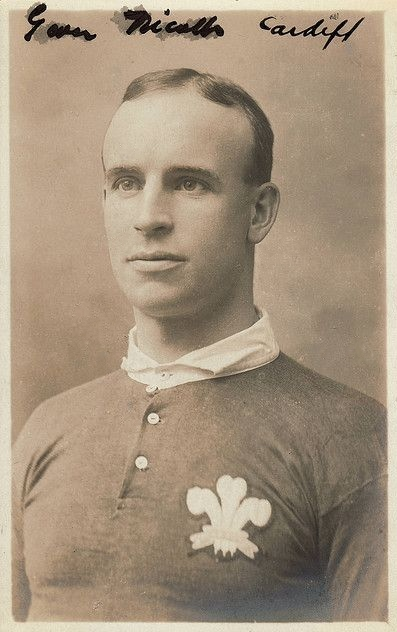
Gwyn Nicholls

- Gwyn Nicholls, rugbista a 15 britannico

## Il nome nelle arti
- Gwyn è un personaggio del videogioco Dark Souls.
- Gwyn è la protagonista del film Gwyn - Principessa dei ladri.